# ETNZ-50
Pour les articles homonymes, voir Emirates Team New Zealand et AC50.
Emirates Team New Zealand ETNZ 50 est un catamaran-hydroptère de compétition de classe AC50 (50 pieds, ou 15 m) vainqueur 7 manches à 1 de la 35e Coupe de l'America 2017 aux Bermudes dans l'océan Atlantique, en tant que challenger de l'Emirates Team New Zealand du Royal New Zealand Yacht Squadron de Nouvelle-Zélande, contre le défenseur américain Oracle Team USA - 17 (AC50) du Golden Gate Yacht Club de San Francisco.

## Histoire

Emirates Team New Zealand

Guidon de la Royal New Zealand Yacht Squadron

Le syndicat Emirates Team New Zealand (ETNZ), ex Team New Zealand (TNZ), est fondé  à Auckland en 1987, par le skipper néo-zélandais Grant Dalton, pour concevoir des voiliers de compétition les plus rapides du monde (capables de vitesse de pointe de plus de 80 km/h pour remporter trois Coupe de l'America :
- la Coupe de l'America 1995, avec son challenger Black Magic (NZL-32), skippé par Peter Blake, contre Young America du San Diego Yacht Club de Californie.
- la Coupe de l'America 2000 (en), avec son défenseur New Zealand-NZL 60, skippé par Peter Blake, contre Luna Rossa (ITA-45), de Luna Rossa Challenge.
- la Coupe de l'America 2017, avec ce catamaran-hydroptère AC50 challenger, barré par Peter Burling, contre Oracle Team USA - 17 (AC50) du Golden Gate Yacht Club de San Francisco (les qualifications America's Cup World Series (2015–16) (en) des Bermudes sont réalisées avec des versions AC45 de 13 m de ce voilier).

Un nouveau challenge est lancé au nouveau défenseur de l'America's Cup, pour la Coupe de l'America 2021, avec des voiliers-hydroptères de classe AC72 (72,2 pieds, ou 22 m)...

## Construction
Ce catamaran-hydroptère de compétition de classe AC50, est décliné des précédents modèles Aotearoa AC72 de la Coupe de l'America 2013, et AC45 des America's Cup World Series (2015) (en)..., avec voiles rigides, foils rétractables en forme de L et de T, et 6 hommes d'équipage...

ETNZ AC45 des America's Cup World Series (2015) et AC72 de la Coupe de l'America 2013
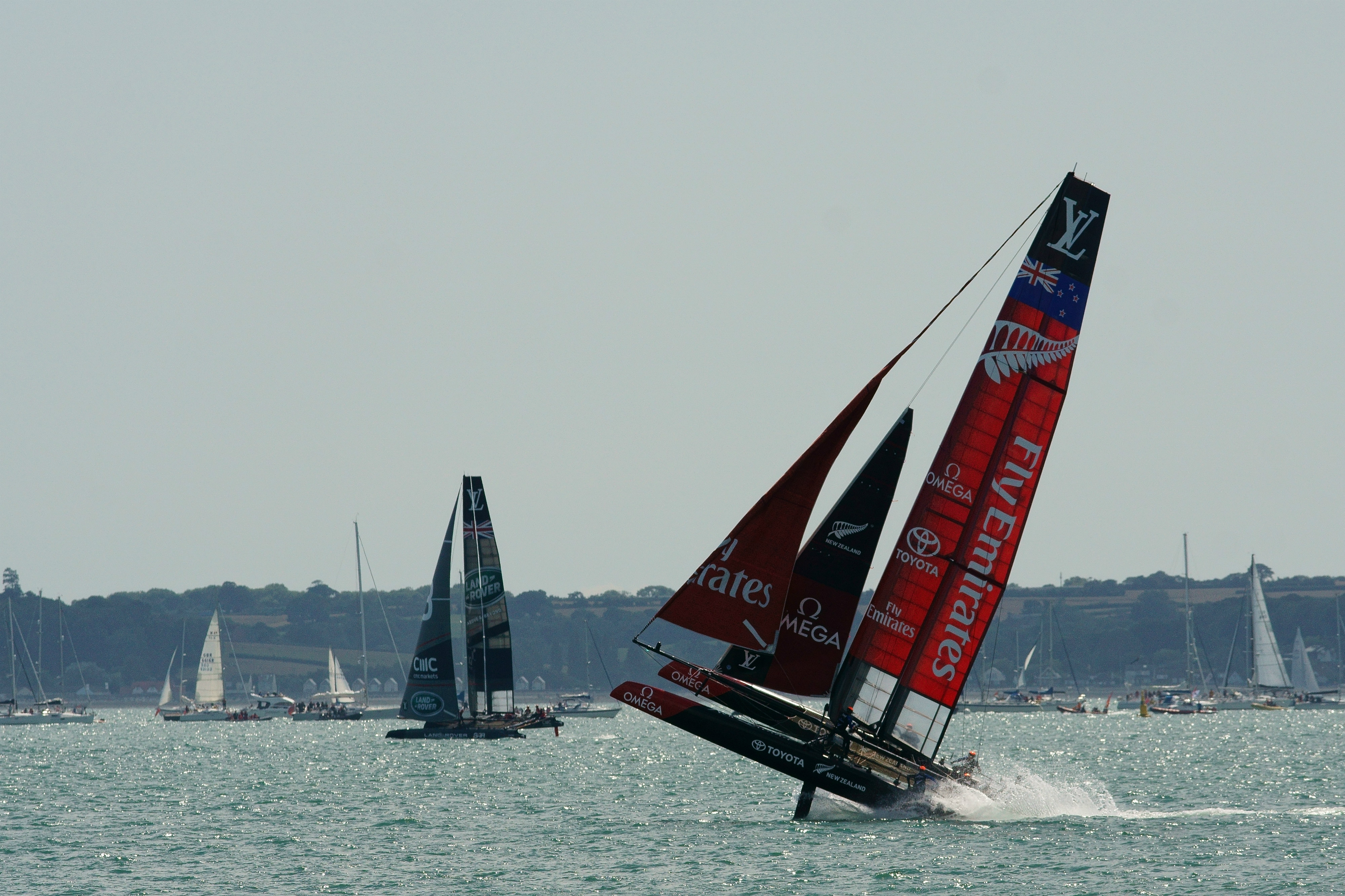
ETNZ AC45 des America's Cup World Series (2015) (en) et AC72 de la Coupe de l'America 2013
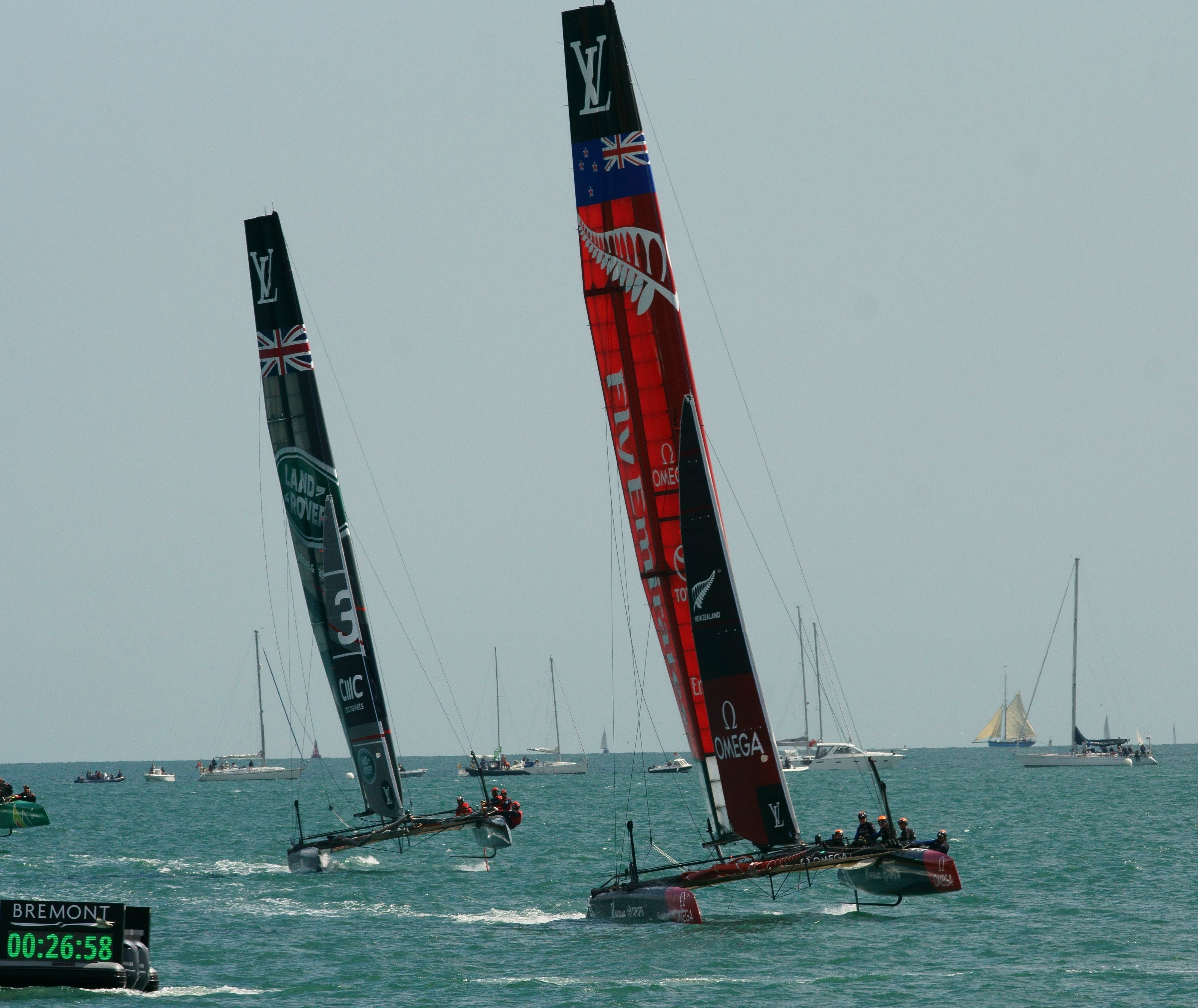
ETNZ AC45 (2015)
- ETNZ AC45 (2015)
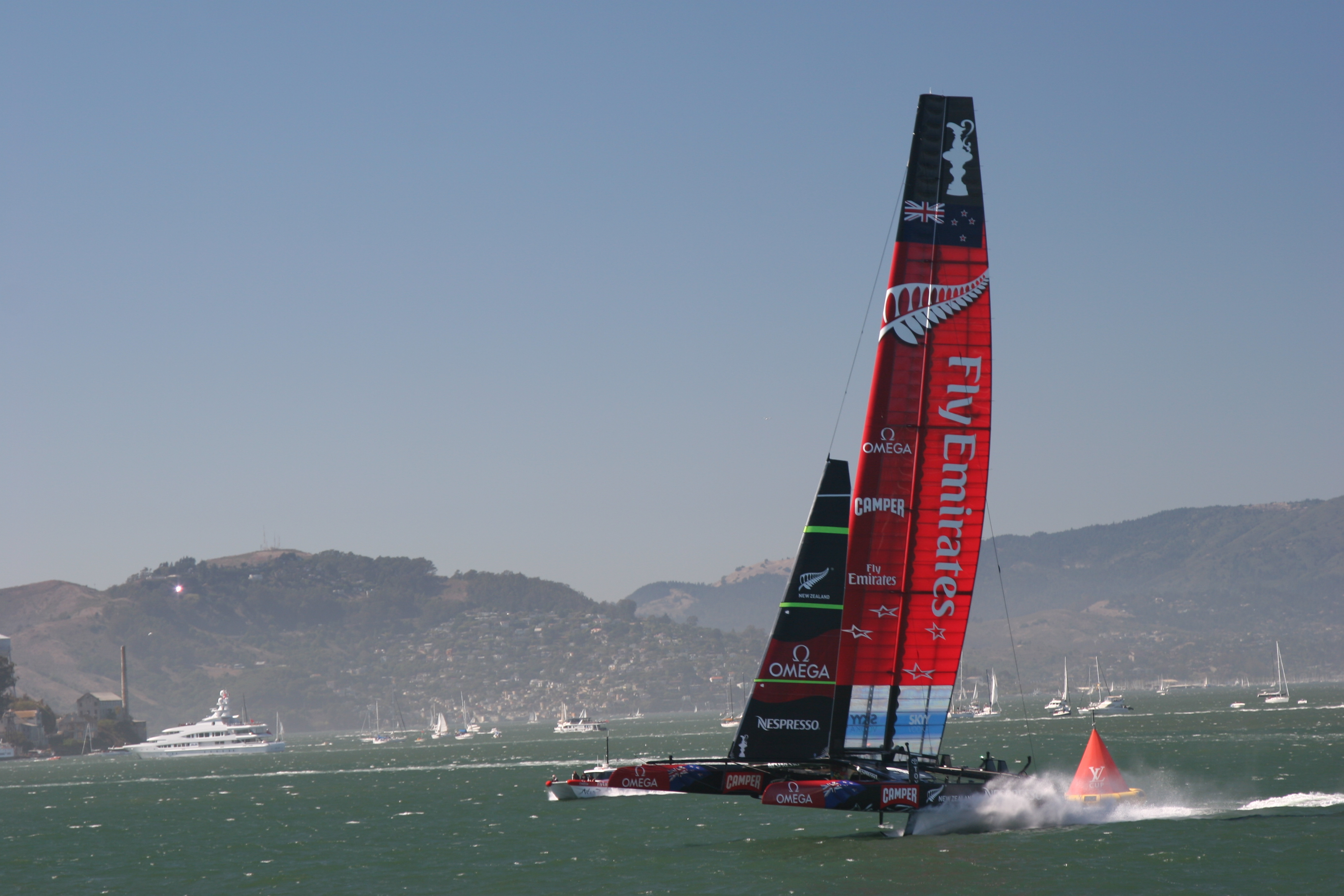
Aotearoa AC72 (2013)